# Linycus exhortator
Linycus exhortator är en stekelart som först beskrevs av Fabricius 1787.  Linycus exhortator ingår i släktet Linycus och familjen brokparasitsteklar. Arten är reproducerande i Sverige.

## Underarter
Arten delas in i följande underarter:
- L. e. montanus
- L. e. thoracicus